# ۱۹۲۹

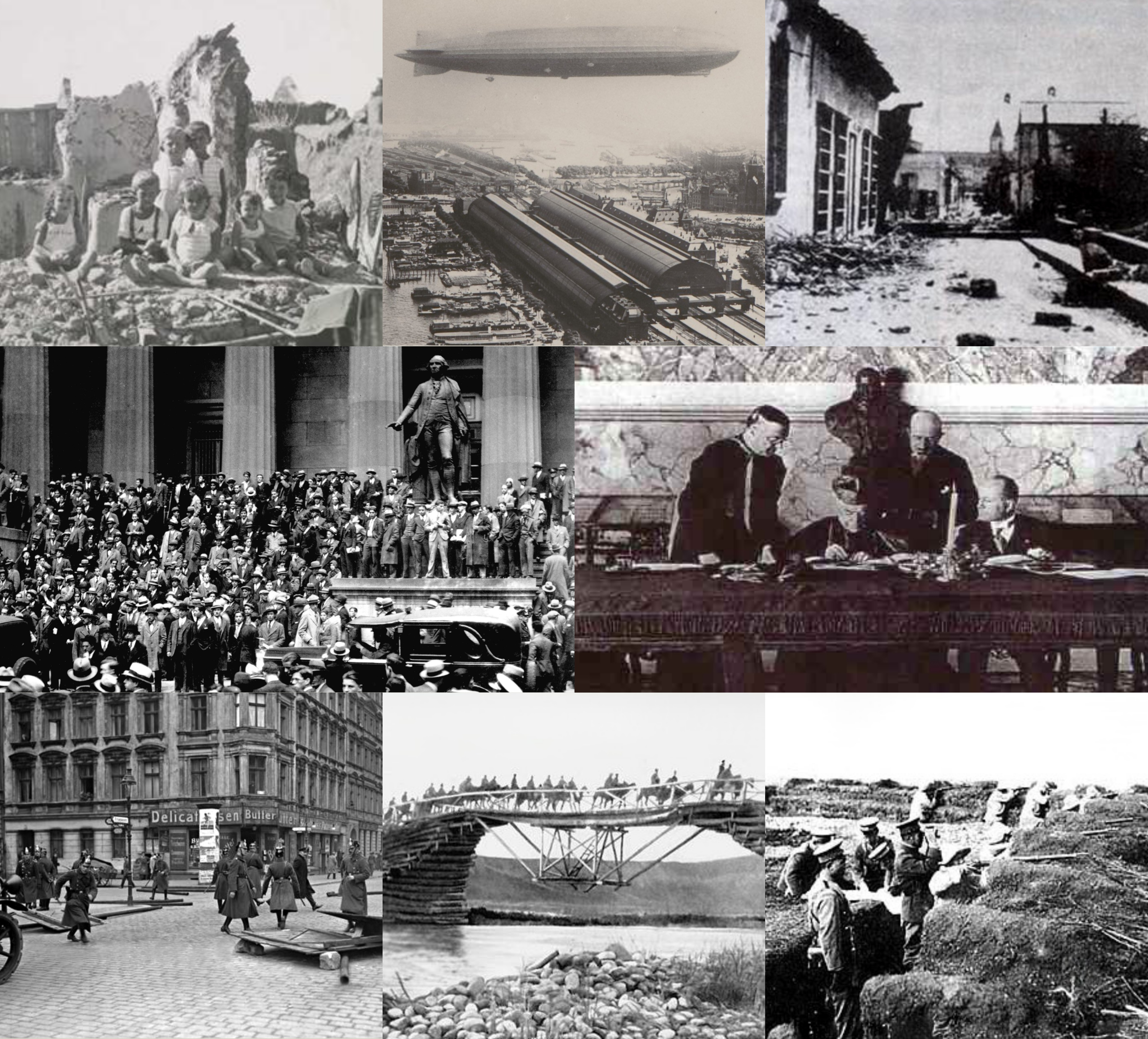

## رویدادها
برای رویدادهای این سال می‌توان به برگذاری اولین مراسم اسکار اشاره نمود. مراسم اسکار برای اولین بار در این سال و در کشور ایالات متحده آمریکا برگزار شد که تاکنون هم این مراسم ادامه دارد و می‌توان گفت مهمترین مراسم مربوط به فیلم و سینما است.

## زادروزها
- ۷ ژانویه – تری مور (بازیگر)، بازیگر آمریکایی
- ۲۳ ژانویه – چارلز پولانی، شیمی‌دان و فیزیک‌دان کانادایی
- ۱۷ فوریه – پاترسیا روتلج، بازیگر بریتانیایی
- ۲۲ فوریه – جیمز هنگ، تهیه‌کننده، فیلمنامه‌نویس، بازیگر، و کارگردان آمریکایی
- ۸ مارس – هبه کامارگو، مجری تلویزیونی، بازیگر، و خواننده برزیلی (د. ۲۰۱۲)
- ۹ مارس – محمد ظل‌الرحمن، سیاست‌مدار بنگلادشی (د. ۲۰۱۳)
- ۱۳ مارس – پیتر برک، بازیگر آمریکایی (د. ۲۰۱۲)
- ۲۵ مارس – سیسیل تیلور، پیانیست، شاعر، و موسیقی‌دان آمریکایی (د. ۲۰۱۸)
- ۲۹ مارس – لنارت مری، مترجم، زبان‌شناس، نویسنده، فیلمنامه‌نویس، دیپلمات، و کارگردان اهل استونی (د. ۲۰۰۶)
- ۲۲ آوریل – مایکل آتیا، ریاضی‌دان بریتانیایی (د. ۲۰۱۹)
- ۲ مه – ادوار بالادور، اقتصاددان و سیاست‌مدار فرانسوی

۴ مه _ آدری هپبورن، بازیگر بریتانیایی و یکی از خوش لباس ترین ها از او به عنوان مد و زیبایی و چهره معصومش یاد میشود.
- ۶ مه – پال لاتربور، شیمی‌دان آمریکایی (د. ۲۰۰۷)
- ۶ ژوئن – سونیل دات، تهیه‌کننده، سیاست‌مدار، بازیگر، و کارگردان هندی (د. ۲۰۰۵)
- ۱۲ ژوئن – آنه فرانک، نویسنده ای یهودی آلمانی (د. ۱۹۴۵)
- ۲ ژوئیه – ایملدا مارکوس، دیپلمات و خواننده فیلیپینی
- ۱۱ ژوئیه – دیوید کلی (بازیگر)، بازیگر ایرلندی (د. ۲۰۱۲)
- ۲۸ ژوئیه – ژاکلین کندی اوناسیس، ژورنالیست آمریکایی (د. ۱۹۹۴)
- ۴ سپتامبر – توماس ایگلتون، افسر، وکیل، و سیاست‌مدار آمریکایی (د. ۲۰۰۷)
- ۵ سپتامبر – باب نیوهارت، بازیگر آمریکایی
- ۱۰ سپتامبر – آرنلد پالمر، بازیکن گلف آمریکایی (د. ۲۰۱۶)
- ۱۵ سپتامبر – موری گل-مان، فیزیک‌دان آمریکایی (د. ۲۰۱۹)
- ۲۱ سپتامبر – ساندور کوچیس، بازیکن فوتبال اهل مجارستان (د. ۱۹۷۹)
- ۲ اکتبر – موزز گان، بازیگر آمریکایی (د. ۱۹۹۳)
- ۱۵ اکتبر – آنتونینو زیکیکی، فیزیک‌دان ایتالیایی
- ۲۱ اکتبر – اورسولا لو گویین، نویسنده و فیلمنامه‌نویس آمریکایی (د. ۲۰۱۸)
- ۲۲ اکتبر – لو یاشین، دروازه‌بان، بازیکن هاکی روی یخ، بازیکن فوتبال، و ورزشکار اهل شوروی (د. ۱۹۹۰)
- ۶ نوامبر – جون اسکوئب، بازیگر آمریکایی
- ۹ نوامبر – ایمره کرتس، نویسنده اهل مجارستان (د. ۲۰۱۶)
- ۱۵ نوامبر – اد اسنر، تهیه‌کننده، صداپیشه، بازیگر، و سیاست‌مدار آمریکایی
- ۱۳ دسامبر – کریستوفر پلامر، صداپیشه و بازیگر کانادایی (د. ۲۰۲۱)

## مرگ‌ها
- ۲۴ ژانویه – ویلفرد بادلی، بازیکن تنیس بریتانیایی (ز. ۱۸۷۲)
- ۲۱ مه – آرچیبالد پریمروز، سیاست‌مدار بریتانیایی (ز. ۱۸۴۷)
- ۲۳ سپتامبر – ریچارد ژیگموندی، فیزیک‌دان و شیمی‌دان اتریشی (ز. ۱۸۶۵)
- ۲۹ سپتامبر – تاناکا گی‌ایچی، سیاست‌مدار و دیپلمات ژاپنی (ز. ۱۸۶۳)
- ۲۸ اکتبر – برنهارد فن بولو، سیاست‌مدار و دیپلمات آلمانی (ز. ۱۸۴۹)
- ۶ نوامبر – ماکس فن بادن، سیاست‌مدار آلمانی (ز. ۱۸۶۷)
- ۲۰ دسامبر – امیل لوبه، سیاست‌مدار فرانسوی (ز. ۱۸۳۸)